# Kei Kumai
Kei Kumai (熊井 啓, Kumai Kei), né le 1er juin 1930 et mort le 23 mai 2007, est un réalisateur et scénariste japonais.

## Biographie
Kei Kumai étudie la littérature à l'université de Shinshu, dont il est diplômé en 1953. Il travaille ensuite comme assistant réalisateur au studio Nikkatsu. Son premier film est un documentaire. En 1974 il obtient un succès international avec le portrait d'une femme, Sandakan N° 8, qui est aussi une critique de la société - comme le suivant, Le Cap du nord dont le personnage central, une nonne, est interprété par Claude Jade.
Son film Le Soleil de Kurobe (黒部の太陽, Kurobe no taiyō), sorti en 1968, est sélectionné comme entrée japonaise pour l'Oscar du meilleur film en langue étrangère à la 41e cérémonie des Oscars.
Kei Kumai meurt d'une hémorragie cérébrale le 23 mai 2007. Il a réalisé 19 films et écrit 28 scénarios entre 1959 et 2002.

## Filmographie
Établie à partir de JMDb et Tadao Satō, Le Cinéma japonais, Tome II.

### Comme réalisateur

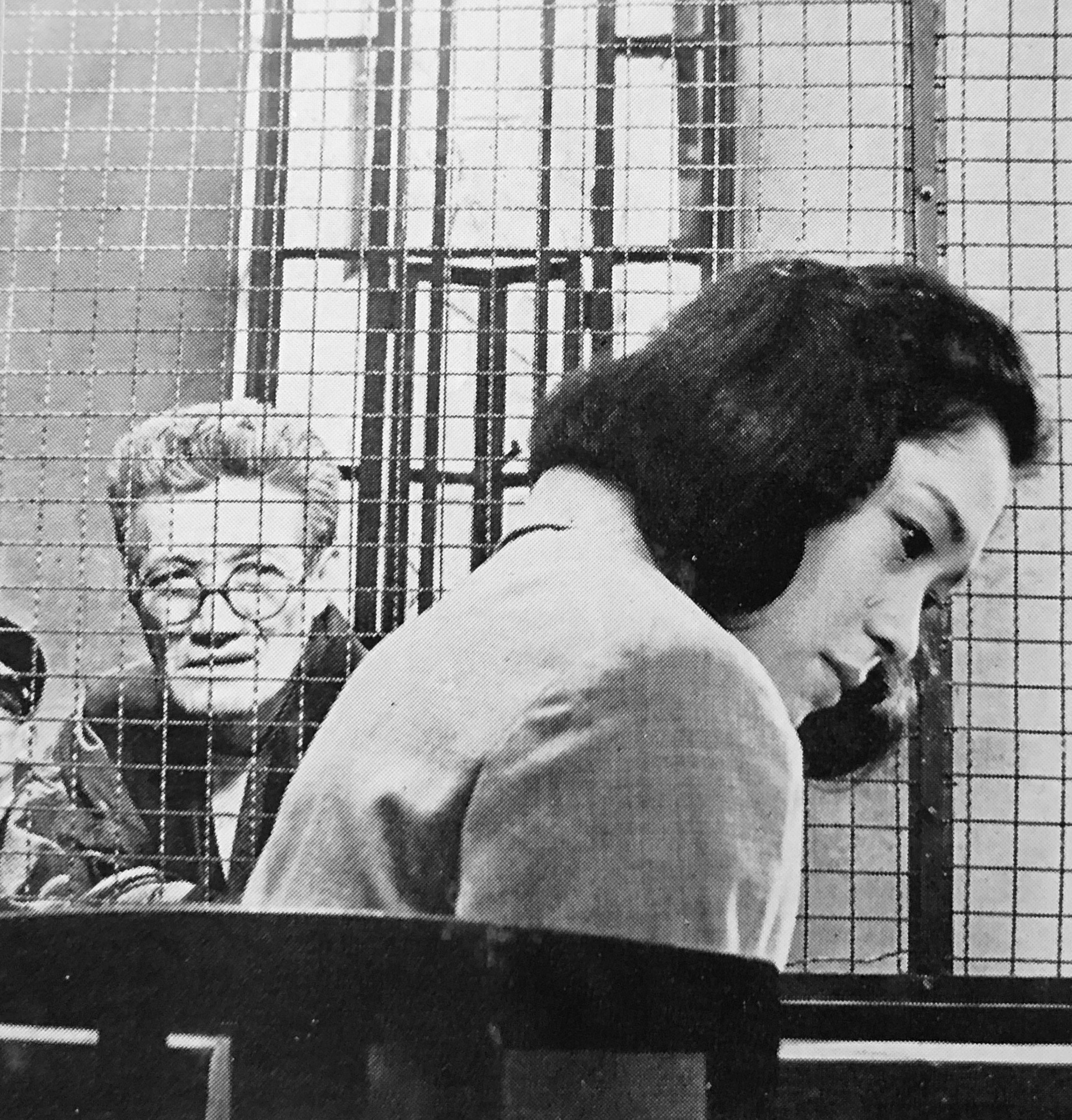
Kinzō Shin et Keiko Yanagawa dans La Longue Mort (1964).

Affiche de L'Archipel du Japon (1965).

La mention « +scénariste » indique que Kei Kumai est aussi auteur du scénario.
- 1964 : La Longue Mort (帝銀事件 死刑囚, Teigin jiken: Shikeishū?)[4] +scénariste
- 1965 : L'Archipel du Japon (日本列島, Nihon rettō?)[5] +scénariste
- 1968 : Le Soleil de Kurobe (黒部の太陽, Kurobe no taiyō?) +scénariste
- 1970 : Troupeaux terrestres (地の群れ, Chi no mure?)[6] +scénariste
- 1972 : La Rivière Shinobu (忍ぶ川, Shinobugawa?) +scénariste
- 1973 : La Chanson de l'aube (朝やけの詩, Asayake no uta?) +scénariste
- 1974 : Sandakan N° 8 (サンダカン八番娼館 望郷, Sandakan hachibanshōkan: Bōkyō?) +scénariste
- 1976 : Le Cap du nord (北の岬, Kita no misaki?) +scénariste
- 1978 : Mademoiselle Ogin (お吟さま, Ogin-sama?)
- 1980 : Un océan à traverser (天平の甍, Tenpyō no iraka?)[7]
- 1981 : L'Affaire Shimoyama (日本の熱い日々 謀殺・下山事件, Nihon no atsui hibi bōsatsu: Shimoyama jiken?)
- 1986 : La Mer et le Poison (海と毒薬, Umi to dokuyaku?) +scénariste
- 1989 : La Mort d'un maître de thé (千利休 本覺坊遺文, Sen no Rikyū: Honkakubō ibun?)
- 1990 : Les Passions du mont Aso (式部物語, Shikibu monogatari?) +scénariste
- 1992 : La Mousse lumineuse (ひかりごけ, Hikarigoke?) +scénariste
- 1995 : Le Fleuve profond (深い河, Fukai kawa?) +scénariste (d'après le roman Le Fleuve sacré (深い河?) de Shūsaku Endō)
- 1997 : Aimer (愛する, Aisuru?) +scénariste
- 2001 : L'Été noir au Japon (日本の黒い夏─冤罪, Nippon no kuroi natsu: Enzai?) +scénariste
- 2002 : La mer regarde (海は見ていた, Umi wa miteita?)

### Comme scénariste
- 1959 : Kizutsukeru yajū (傷つける野獣?) de Haruyasu Noguchi
- 1960 : Tekkaba no kaze (鉄火場の風?) de Yōichi Ushihara
- 1960 : Jamamono wa kese (邪魔者は消せ?) de Yōichi Ushihara
- 1960 : Muteki ga ore o yonde iru (霧笛が俺を呼んでいる?) de Tokujirō Yamazaki (ja)
- 1961 : Taiheiyō no katsugi ya (太平洋のかつぎ屋?) d'Akinori Matsuo
- 1961 : Isseki nichō (一石二鳥?) de Motomu Ida
- 1961 : Shichinin no chōsensha (七人の挑戦者?) d'Akinori Matsuo
- 1961 : Tsuiseki (追跡?) de Katsumi Nishikawa
- 1962 : Otoko to otoko no ikiru machi (男と男の生きる街?) de Toshio Masuda
- 1962 : Ginza no koi no monogatari (銀座の恋の物語?) de Koreyoshi Kurahara
- 1962 : Taiyō to hoshi (太陽と星?) de Yōichi Ushihara
- 1962 : Hitoribotchi no futari daga (ひとりぼっちの二人だが?) de Toshio Masuda
- 1963 : Sora no shita tōi yume (空の下遠い夢?) de Yōichi Ushihara
- 1963 : Alibi (アリバイ, Aribai?) de Yōichi Ushihara

## Distinctions
Sauf indication contraire, les informations mentionnées dans cette section peuvent être confirmées par la base de données cinématographiques IMDb,  présente dans la section « Liens externes ».

### Décoration
- 1995 : récipiendaire de la médaille au ruban pourpre

### Récompenses
- prix des nouveaux réalisateurs de la Directors Guild of Japan :
  - pour L'Archipel du Japon en 1965[8]

- Japan Academy Prize :
  - prix spécial pour la production de La Mer et le Poison en 1987[9]

- Berlinale :
  - prix OCIC (recommandation) pour Sandakan N° 8 en 1975[10]
  - Ours d'argent (Grand prix du jury) pour La Mer et le Poison en 1987[11]
  - caméra de la Berlinale en 2001

- Mostra de Venise :
  - Lion d'argent pour La Mort d'un maître de thé en 1989

- Blue Ribbon Awards :
  - prix du meilleur nouveau réalisateur pour L'Archipel du Japon en 1966
  - prix du meilleur réalisateur pour La Mer et le Poison en 1987[12]

- Kinema Junpō Awards :
  - prix du meilleur scénario pour L'Archipel du Japon en 1966[13]
  - prix du meilleur film, du meilleur réalisateur et du meilleur scénario pour La Rivière Shinobu en 1973[13]
  - prix du meilleur film et du meilleur réalisateur pour Sandakan N° 8[14]
  - prix du meilleur film et du meilleur réalisateur pour La Mer et le Poison[15]

- Prix du film Mainichi :
  - prix du meilleur film pour La Rivière Shinobu en 1973[16]
  - prix du meilleur film et du meilleur réalisateur pour La Mer et le Poison en 1987[17]
  - prix spécial pour son œuvre en 2008[18]
- Festival international du film de Chicago :
  - Silver Hugo du meilleur film pour La Mort d'un maître de thé en 1989

- Asia-Pacific Film Festival :
  - prix du meilleur film pour Sandakan N° 8

- Festival des films du monde de Montréal :
  - meilleure contribution artistique pour Les Passions du mont Aso en 1990

- Hawaii International Film Festival :
  - prix du public pour Le Fleuve profond en 1997

### Sélections et nominations
- Japan Academy Prize :
  - prix du meilleur réalisateur pour L'Affaire Shimoyama en 1982[19]
  - prix du meilleur film et du meilleur réalisateur pour La Mort d'un maître de thé en 1990[20]
  - prix du meilleur réalisateur pour Le Fleuve profond en 1996[21]

- Berlinale :
  - en compétition pour l'Ours d'or avec Troupeaux terrestres en 1970[22]
  - en compétition pour l'Ours d'or avec La Chanson de l'aube en 1974[23]
  - en compétition pour l'Ours d'or avec Sandakan N° 8 en 1975[24]
  - en compétition pour l'Ours d'or avec L'Affaire Shimoyama en 1982[25]
  - en compétition pour l'Ours d'or avec La Mer et le Poison en 1987[26]
  - en compétition pour l'Ours d'or avec La Mousse lumineuse en 1992[27]

- Mostra de Venise :
  - en compétition pour le Lion d'or avec La Mort d'un maître de thé en 1989

- Festival international du film de Moscou :
  - en compétition pour le Prix d'or avec La Rivière Shinobu en 1973[28]

- Festival des films du monde de Montréal :
  - en compétition pour le Grand Prix des Amériques avec Aimer en 1997

- Festival international du film de Saint-Sébastien :
  - en compétition pour la Coquille d'or avec La mer regarde en 2002

- Festival international du film de Shanghai :
  - Coupe d'or du meilleur film avec L'Été noir au Japon en 2001